# Wierhuizen (Het Hogeland)
Wierhuizen (Gronings: Waaierhoezen of  't ol Waaier) is een gehucht in de gemeente Het Hogeland in de Nederlandse provincie Groningen. Het ligt aan de weg van Broek naar Pieterburen.
Oorspronkelijk was Wierhuizen een echt dorp. De oude naam zou We(h)rahusum geweest zijn. Die naam wijst er op dat het ging om een nederzetting in de voormalige Hunzeboezem die gesticht was vanuit Wehe. De wierde ligt op een kwelderwal en zou oorspronkelijk een huiswierde zijn geweest, die in de loop der tijd sterk verhoogd is. In de 12e eeuw werd een kerkhof aangelegd op de wierde. Mogelijk is toen ook de kerk gebouwd.
Het dorp werd zwaar getroffen door de Kerstvloed van 1717, waarbij veertig mensen om het leven kwamen en 17 huizen verwoest werden. Ook de kerk raakte door de overstroming tot een ruïne die nog zichtbaar is op de kaart van landmeter Hindrik Warner Folckers van 1727 uit de atlas Provincielanden. De kerk had geen toren, maar een dakruiter. Kort na 1727 werd de kerk gesloopt. De restanten werden gebruikt voor het herstel van de zeedijk.
Van Wierhuizen resteert alleen nog het kerkhof, dat tegenwoordig Begraafplaats Wierhuizen heet en nog steeds gebruikt wordt. In de 19e eeuw werd het baarhuisje gebouwd, dat ergens rond 2010 werd gerestaureerd. In 2009 bouwde de Beniner kunstenaar Meschac Gaba in het kader van het project 'Op Hoogte Gedacht' van de stichting Oude Groninger Kerken op het kerkhof het kunstwerk Irréel; een kerkframe van gecoat betonijzer dat is geïnspireerd op de 'Sint-Michaëlkerk', een van de ruim 10 katholieke kerken van Cotonou.

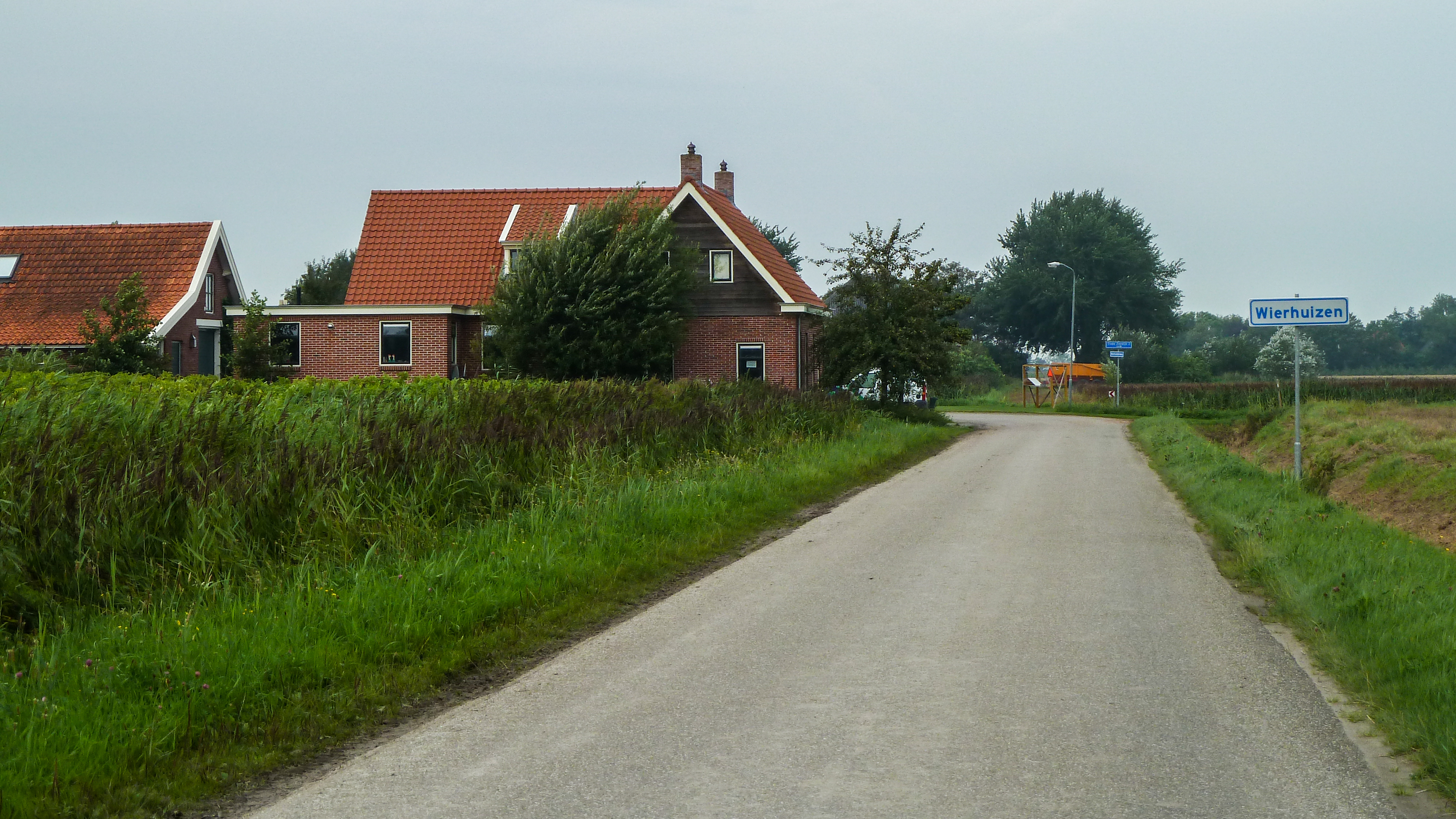
Plaatsnaambordje aan oostzijde van Wierhuizen
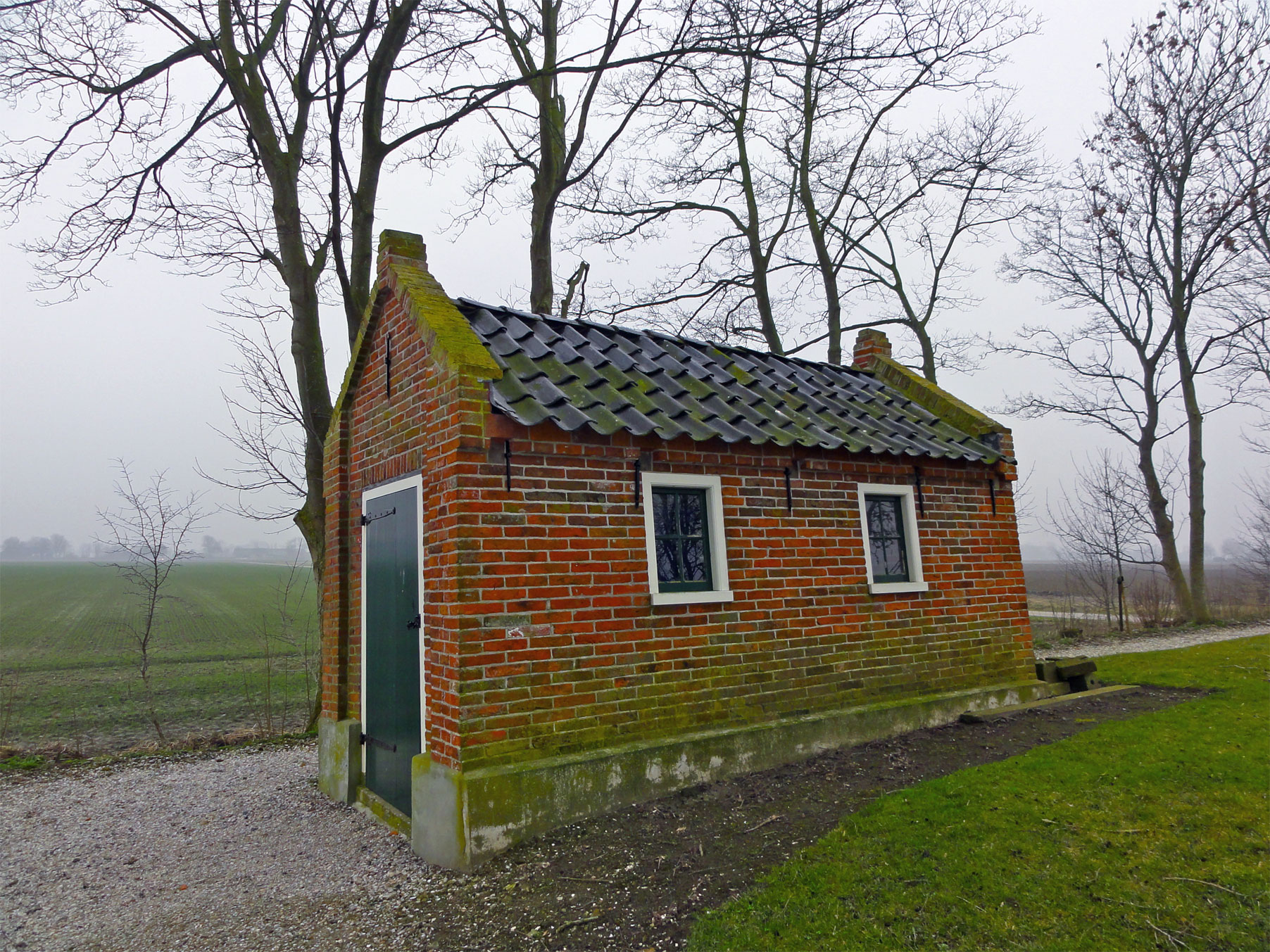
Baarhuisje op het kerkhof
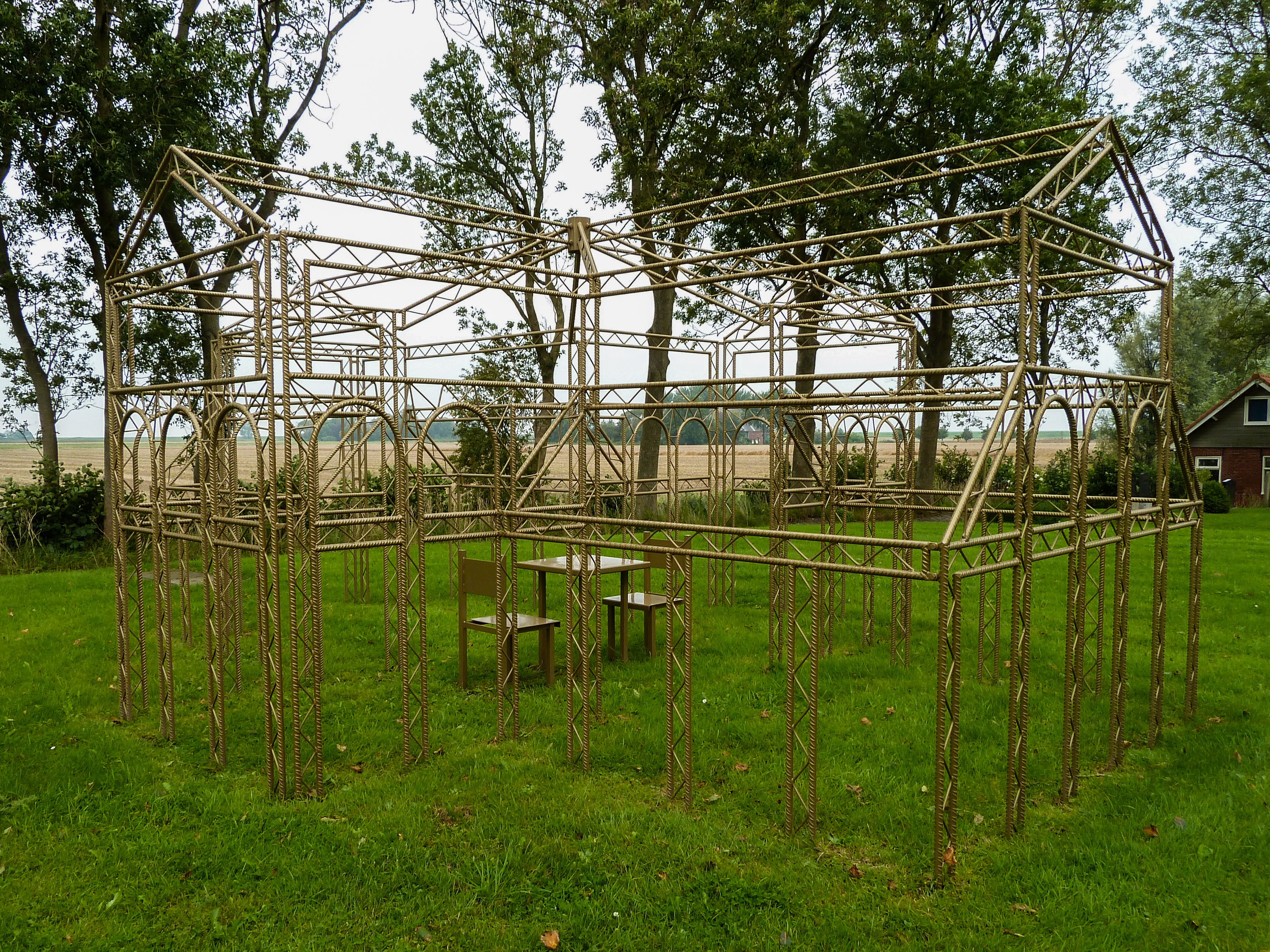
Kunstwerk Irréel op het kerkhof